# Valeria Kleiman
Valeria Dana Kleiman (Buenos Aires, 3 de abril de 1965) es una profesora e investigadora argentino-estadounidense; doctora en química y docente en la Facultad de Artes Liberales y Ciencias de la Universidad de Florida. Ha recibido varios premios nacionales e internacionales y ha sido nombrada profesora visitante en universidades de España y Argentina.

## Trayectoria académica
Kleiman egresó de la Universidad de Buenos Aires en 1990.  Después de recibir su título de grado en Química Física de la UBA viajó a los Estados unidos en donde recibió su título de doctora en la Universidad de Illinois, en Chicago.Durante varios años trabajó en los Laboratorios Nacionales en Washington D. C.
En 2001 se mudó a Gainesville para trabajar en investigación y como profesora en el Departamento de Química de la UF. Kleiman es profesora de química en la Universidad de Florida, en los Estados Unidos.
Es miembro de la American Chemical Society y de la American Physical Society y forma parte de distintos comités científicos en Argentina, Francia y los Estados Unidos.
Ha organizado y participado en congresos nacionales e internacionales, da clases en Argentina, y ha publicado artículos en Argentina a través del CONICET y el Instituto de Química, Física de los materiales, medioambiente y energía.
Uno de sus cursos más populares es CHEMISTRY in the COCINA LATINA, en el que cocina con los estudiantes.

## Investigaciones
Kleiman  trabaja con materiales con propiedades fotofísicas novedosas  y electrónicos moleculares con el objetivo de controlar las interacciones luz-materia y descubrir nuevos materiales para aplicaciones fotónicas.Los químicos llevan mucho tiempo intentando controlar las proporciones de ramificación y los rendimientos de los productos de las reacciones foto químicas. Este control se ha podido conseguir manipulando las propiedades de fase de los pulsos de excitación, lo que crea interferencias mecánicas cuánticas que, en última instancia, modifican el resultado de la reacción. Kleiman investiga procesos como la isomerización, con el fin de comprender y controlar los mecanismos de reacción.  Kleiman investiga las reacciones foto químicas mediante el uso de pulsos de excitación modulados en fase ultra corta.
Kleiman creó una nueva herramienta espectroscópica para identificar rápidamente las estructuras más prometedoras para los dispositivos fotovoltaicos.
Asimismo estudia sistemas químicos en fase condensada en el área de transferencia de energía para comprender nuevas propiedades que derivan de una macromolécula o polímero en su conjunto. Investiga el uso de la espectroscopia ultra rápida para estudiar el transporte de energía en dendrímeros y polímeros conjugados cuyas propiedades electrónicas y ópticas pueden controlarse químicamente a nivel molecular.
Su trabajo, que se centra en moléculas conocidas como dendrímeros que tienen muchas unidades de ramificación que las convierten en buenos absorbentes de energía, ha sido pionero en un método para descubrir estructuras moleculares prometedoras para capturar energía, un paso que podría acelerar el desarrollo de células solares más económicas y eficientes.
Sus investigaciones han sido publicadas en la revista Science, entre otras.
Su trabajo de investigación ha sido financiado por el Departamento de Energía y la Fundación Nacional de Ciencias y su trabajo implica colaboraciones con científicos de los EE. UU., Francia y Argentina.
Su equipo fue el primero en obtener el control del proceso por el cual la cantidad de energía que las moléculas sintéticas pueden acumular y transferir su energía en tiempo real.Demostraron que podían utilizar pulsos láser personalizados en fases para hacer que la energía viajara por diferentes caminos.Han demostrado que el rendimiento cuántico de emisión de una macromolécula donante-aceptora, un dendrímero de fenileno-etinileno unido a perileno, se puede mejorar en un 15% mediante la modulación de fase iterativa del pulso de excitación. Al analizar el proceso de optimización del pulso y las características óptimas del pulso, aislaron con éxito los elementos dominantes subyacentes al mecanismo de control. Probaron que una función escalonada en la fase espectral dirige la dinámica de post excitación de la fracción donante.
Kleiman es codirectora académica de programas de la Universidad de Florida que facilitan oportunidades para que los estudiantes tomen clases y realicen investigaciones en más de 10 países diferentes.
Es la fundadora e investigadora principal del Programa de intercambio de química entre Estados Unidos y Francia: formando científicos globales para el siglo XXI,  que promueve el progreso de la ciencia apoyando la educación internacional de estudiantes de pregrado de los EE. UU para que investiguen  en química en laboratorios franceses, programa premiado por la National Science Foundation en 2022. Este programa, que la obliga a viajar todos los años a Francia, promueve el progreso de la ciencia y apoya la educación internacional de estudiantes universitarios de todas partes de los EE. UU. en laboratorios de química la Universidad de la Sorbona, la Universidad de Estrasburgo y la Universidad P. Sabatier, en Francia.
Kleiman, además, forma parte de distintos jurados que entregan premios en química en distintas universidades.

## Vida personal
Está casada con el doctor Adrian Roitberg y tienen una hija.

## Premios y reconocimientos
- Premio a la docencia, UFL, 2015.[17][18]
- Premio al intercambio en investigación, National Science Foundation, 2022.[14]

## Publicaciones

### Libros
- Kleiman, Valeria; Park, Hongkun; Gordon, Robert J.; Zare, Richard N. (1998). Companion to Angular momentum. New York: Wiley. ISBN 978-0-471-19249-7. en colaboración con Richard Zare.

### Artículos
- «Artículos de Valeria Kleiman en Research Gate».
- «Artículos de Valeria Kleiman en Discovery». scholars.ufl.edu.
- Artículos de Valeria Kleiman en CONICET
- «Artículos de Valeria Kleiman en Scholar Google». scholar.google.com.
- «Artículos de Valeria Kleiman en PubMed». PubMed (en inglés).